# Aéroport de Nerlerit Inaat
Pour les articles homonymes, voir CNP.
L'aéroport de Nerlerit Inaat (Groenlandais: Mittarfik Nerlerit Inaat, Danois: Constable Pynt Lufthavn) (code IATA : CNP • code OACI : BGCO) est un aéroport situé à l'est du Groenland et dessert la localité d'Ittoqqortoormiit, à 40 km au sud-est qui sont reliées entre elles par hélicoptère.
Une dizaine d'Inuits y travaillent. L'aéroport accueille seulement quelques avions chaque semaine. À 40 km se trouve le village d'Ittoqqortoormiit.

## Situation

### Carte des aéroports du Groenland
| \| 50 km1:7 213 000 \| Aasiaat · Paamiut · Nerlerit Inaat Ittoqqortoormiit Nuuk · Narsarsuaq Ilulissat · Upernavik Qaanaaq Kangerlussuaq · Maniitsoq Sisimiut Thulé Kulusuk |
| 50 km1:7 213 000 |

## Compagnies et destinations
| Compagnies    | Destinations        |
| ------------- | ------------------- |
| Air Greenland | Ittoqqortoormiit    |
| Norlandair    | Akureyri, Reykjavik |

Édité le 14/03/2021  Actualisé le 27/07/2023